# Fodor István (református lelkész)
Fodor István (Tarcal, 1768 – Pálfa, 1837) református lelkész, költő.

## Élete
Tanulmányait szülővárosában kezdte, s Sárospatakon fejezte be. 1792-ben balatonfőkajári tanító lett; 1796-ban a háborúk miatt Bécsnél tovább nem mehetett; innét 1797-ben haza jött és veszprémi káplán lett; majd rendes lelkész Móron, honnét 1807-ben Ősibe választaották meg lelkésznek; innét Pálfára ment papnak.

## Munkái
Keresztyén ember lantja. Az az száz ötven ünnepi, hétköznapi, külömb-külömbféle közönséges, és magános uj énekek, melyek az Istent, nemcsak közönséges helyen; hanem magok házuknál is éneklésekkel dicsérni szerető keresztyén híveknek kedvekért, a közönséges énekes könyvben lévő énekek nótáik szerént irattattak, és három szakaszban közre bocsáttattak. Győr, 1804.
Nehány beszéde jelent meg a Fábián József Prédikátori Tárház-ában (Veszprém, 1805.)